# Верхньо-Рогачицька волость
Верхньо-Рогачицька волость — адміністративно-територіальна одиниця Мелітопольського повіту Таврійської губернії.
Станом на 1886 рік складалася з 2 поселень, 2 сільських громад. Населення — 10282 осіб (5148 осіб чоловічої статі та 5134 — жіночої), 1709 дворових господарств.
|                    | Площа, десятин | У тому числі орної, дес. |
| ------------------ | -------------- | ------------------------ |
| Сільських громад   | 33037          | 29037                    |
| Казенної власності | —              | —                        |
| Іншої власності    | 1544           | 944                      |
| Загалом            | 34581          | 29981                    |

Поселення волості:
- Верхній Рогачик (Казене) — село при балці Рогачик за 90 верст від повітового міста, 9420 осіб, 1557 дворів, 3 православні церкви, єврейський молитовний будинок, 2 школи, 7 лавок, 22 гончарні, горілчаний склад, ренський погріб, ярмарок 24 лютого та 9 жовтня, базар щопонеділка.
- Гюневка — село при колодязях, 962 особи, 152 двори, православна церква, лавка, 2 гончарні.